# Jüdische Gemeinde Kappel
Die Jüdische Gemeinde Kappel bestand zwischen den Jahren 1793 und 1873 in Kappel, einem Ortsteil im heutigen Bad Buchau im Landkreis Biberach in Oberschwaben.

## Geschichte

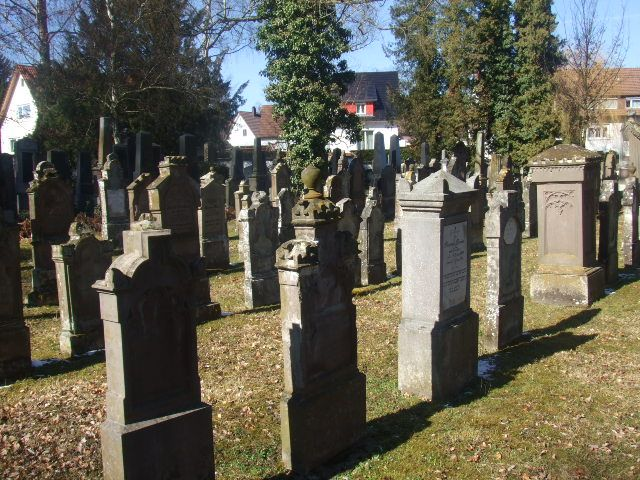
Jüdischer Friedhof Bad Buchau (2008)

Bereits im Mittelalter lebten Juden im Territorium des freiweltlichen Damenstiftes Buchau. Im Jahre 1793 ermöglichte das Stift unter ihrer Fürstäbtissin Maria Maximiliana Esther von Stadion zu Tannhausen und Warthausen, die Ansiedlung von 12 jüdischen Familien im stiftischen Kappel. Das jüdische Wohngebiet lag zwischen der heutigen Kirchstraße, Riedlinger Straße und dem Burren. 1802 wurde unter Anwesenheit der Fürstäbtissin die kleine Synagoge der Gemeinde eingeweiht. Die Toten der Gemeinde wurden auf dem Friedhof (siehe Jüdischer Friedhof Bad Buchau) der benachbarten, einen Kilometer entfernten, jüdischen Gemeinde Buchau beigesetzt, zu der enge freundschaftliche Verbindungen bestanden. Die Kappler Juden hatten ein eigenes Ritualbad (Mikwe) und eine Schule. 
Schon um 1850 kam es zu größeren Abwanderungen in der Gemeinde, nachdem sie 1845 mit 33 Familien und 163 Personen ihren Höchststand verzeichnete. 1867 wurde die Schule in Kappel aufgelöst und das Schulgebäude abgebrochen. Der letzte Gottesdienst in der Synagoge fand 1873 statt. Die Kappler Juden lebten in ärmlichen Verhältnissen, da sie keinen Zugang zu den Zünften hatten.

### Bauwerke
- Synagoge Kappel
- Jüdische Schule

### Lehrer und Rabbiner
Die Rabbiner der Jüdischen Gemeinde Buchau betreuten auch die Synagoge in der Jüdischen Gemeinde Kappel. An der jüdischen Schule lehrten folgende Lehrer:
- Leopold Hofheimer
- Jakob Levi
- Nathanael Forchheimer